# Valdelsa Football Colligiana 2008-2009
Questa pagina raccoglie i dati riguardanti la Valdelsa Football Colligiana nella stagione 2008-2009.

## Stagione
La Colligiana disputa il campionato di Lega Pro Seconda Divisione. Alla guida della squadra il confermato Roberto Bicchierai ed a svolgere le funzioni di direttore sportivo viene chiamato Nario Cardini.
La squadra ottiene due vittorie nelle prime due gare. In poco tempo la squadra si trova in zona play-out. Nel novembre del 2008 viene nominato direttore generale l'ex calciatore Giorgio Bresciani, mentre Cardini rassegna le proprie dimissioni.
La fine del girone di andata vede la Colligiana a 22 punti, subito sopra la zona play-out.
Il 2 marzo 2009 viene esonerato mister Roberto Bicchierai e al suo posto subentra Agatino Cuttone, con un passato di calciatore in squadre come Torino, Cesena e Perugia in Serie A e Serie B e che, nella stagione precedente, aveva allenato il Catanzaro.
A due giornate dal termine e dopo otto gare dirette, con otto punti raggranellati, viene poi esonerato anche il nuovo allenatore Cuttone a cui subentra il suo vice Girolamo Mesiti.
Con 40 punti ed il 12º posto in classifica (a pari punti con la Sangiovannese) la Colligiana raggiunge la salvezza.

## Organigramma societario
Area direttiva
- Presidente: Fabio Biancucci e Mauro Monnecchi
- Direttore Generale: Giorgio Bresciani
- Consulente di mercato: Riccardo Pecchi

Area organizzativa
- Segretario generale: Marco Bracali
- Team manager: Enzo Menichetti

Area comunicazione
- Ufficio Stampa: Franco Traiani

Area tecnica
- Direttore sportivo: Nario Cardini
- Allenatore: Roberto Bicchierai (esonerato) - Agatino Cuttone (subentrato e esonerato) - Girolamo Mesiti (subentrato)
- Allenatore in seconda: Massimiliano Burchi poi Girolamo Mesiti
- Preparatore/i atletico/i: Carlo Buzzichelli
- Preparatore dei portieri: Paolo Bechini

Area sanitaria
- Responsabile sanitario:Dott. Roberto Bianciardi
- Medico sociale: Dott. Marco Pini
- Fisioterapista Ugo Venturini
- Massaggiatore: Giancarlo Lorenzoni

## Rosa
| N. |                      | Ruolo | Calciatore                |
| -- | -------------------- | ----- | ------------------------- |
|    | Italia (bandiera)    | P     | Carlo Camilli             |
|    | Italia (bandiera)    | P     | Lapo Giusti               |
|    | Finlandia (bandiera) | P     | Anssi Jaakkola            |
|    | Italia (bandiera)    | D     | Alessio Bandini           |
|    | Italia (bandiera)    | D     | Luca Bonini               |
|    | Italia (bandiera)    | D     | Daniele Chiocchetti       |
|    | Italia (bandiera)    | D     | Antonio D'Ambrosio        |
|    | Brasile (bandiera)   | D     | Rodrigo De Lazzari        |
|    | Italia (bandiera)    | D     | Nicola Ficano             |
|    | Italia (bandiera)    | D     | Alessandro Lamonica       |
|    | Italia (bandiera)    | D     | Lorenzo Laverone          |
|    | Italia (bandiera)    | D     | Andrea Pobega             |
|    | Italia (bandiera)    | D     | Ruggero Radice            |
|    | Italia (bandiera)    | D     | Adriano Russo             |
|    | Argentina (bandiera) | D     | Alejandro Javier Sanchez  |
|    | Italia (bandiera)    | C     | Alessandro Osso Armellino |
|    | Italia (bandiera)    | C     | Patrizio Billio           |
|    | Italia (bandiera)    | C     | Federico Buonamici        |
|    | Italia (bandiera)    | C     | Davide Carfora            |
|    | Italia (bandiera)    | C     | Silvano Cersosimo         |

| N. |                      | Ruolo | Calciatore                |
| -- | -------------------- | ----- | ------------------------- |
|    | Italia (bandiera)    | C     | Davide Collini            |
|    | Italia (bandiera)    | C     | Andrea Corsi              |
|    | Italia (bandiera)    | C     | Mattia Donati             |
|    | Italia (bandiera)    | C     | Fabio Esposito            |
|    | Italia (bandiera)    | C     | Domenico Marino           |
|    | Italia (bandiera)    | C     | Pasquale Moliterni        |
|    | Argentina (bandiera) | C     | Maximiliano Ré            |
|    | Italia (bandiera)    | C     | Niccolò Rosso             |
|    | Italia (bandiera)    | A     | Federico Balestri         |
|    | Italia (bandiera)    | A     | Massimiliano Bongiorni    |
|    | Italia (bandiera)    | A     | Christian Casciaro        |
|    | Italia (bandiera)    | A     | Fabio Casini              |
|    | Italia (bandiera)    | A     | Gionata Fontanelli        |
|    | Italia (bandiera)    | A     | Luigi Guerrera            |
|    | Argentina (bandiera) | A     | Andres Gurrieri           |
|    | Francia (bandiera)   | A     | Samir Amar Lacheheb       |
|    | Italia (bandiera)    | A     | Elia Pellegrini           |
|    | Svizzera (bandiera)  | A     | Giuseppe Perrone          |
|    | Italia (bandiera)    | A     | Gianluca Savoldi          |
|    | Italia (bandiera)    | A     | Dario Pietro Tranchitella |

## Calciomercato
Rispetto alla stagione precedente la rosa viene sfoltita. Arrivano in biancorosso, tra gli altri, D'Ambrosio e Cersosimo dall'Orvietana (quest'ultimo, poco utilizzato, preferirà poi lasciare la squadra), Marino dalla Paganese, Carfora dall'Alto Adige, Ruggero Radice, Federico Balestri, Giuseppe Perrone e Massimiliano Buongiorni.

### Sessione estiva
| Acquisti | Acquisti               | Acquisti      | Acquisti |
| R.       | Nome                   | da            | Modalità |
| -------- | ---------------------- | ------------- | -------- |
| P        | Carlo Camilli          | Sansovino     |          |
| D        | Daniele Chiocchetti    | Empoli        |          |
| D        | Antonio D'Ambrosio     | Orvietana     |          |
| D        | Ruggero Radice         | Pizzighettone |          |
| C        | Domenico Marino        | Paganese      |          |
| D        | Niccolò Rosso          | Livorno       |          |
| C        | Davide Carfora         | Südtirol      |          |
| C        | Silvano Cersosimo      | Orvietana     |          |
| A        | Federico Balestri      | Alessandria   |          |
| A        | Massimiliano Bongiorni | Sarzanese     |          |
| A        | Giuseppe Perrone       | Sansovino     |          |
| A        | Adriano Russo          | Massese       |          |
| A        | Elia Pellegrini        | Livorno       |          |

| Cessioni | Cessioni               | Cessioni                 | Cessioni   |
| R.       | Nome                   | a                        | Modalità   |
| -------- | ---------------------- | ------------------------ | ---------- |
| P        | Alessio Arfé           | Viareggio                |            |
| D        | Davide Bertolucci      | Sangiovannese            |            |
| D        | Giorgio Chianese       | Unione Atellana          |            |
| D        | Massimiliano Burchi    | Colligiana               | svincolato |
| D        | Marco Conti            | Sangimignanese           |            |
| D        | Andrea Matteoli        | Ponsacco                 |            |
| D        | Edoardo Schilardi      |                          |            |
| C        | Daniele Bencistà       | Terracina                |            |
| C        | Jacopo Iozzelli        | Lanciotto Campi Bisenzio |            |
| C        | Prospero Salvia        | Ricigliano               |            |
| C        | Michele Di Palma       | Terracina                |            |
| A        | Atos Rigucci           | Castel Rigone            |            |
| A        | Gabriele Tanaglioni    | Scandicci                |            |
| A        | Fermin Isabelino Rojas | Terracina                |            |
| A        | Gionata Fontanelli     |                          |            |

### Sessione invernale
Alcuni movimenti in entrata ed in uscita non mutano l'assetto della squadra. Sfoltita la rosa con le partenze degli attaccanti Casciaro, Fontanelli, Balestri e Perrone, dalla Ternana giungono due attaccanti: l'italo argentino Andrés Gurrieri ed il francese Samir Amar Lacheheb, che si era messo in luce nel Torneo di Viareggio del 2007 (tra le file della rappresentativa di Serie D) e del 2008 (quando aveva invece giocato con l'Inter). Dal campionato spagnolo di terza serie arriva invece il difensore argentino Sanchez, di scuola River Plate, mentre Molitierno proviene dall'Andria BAT. Altri movimenti in entrata sono quelli di Gianluca Savoldi, di Patrizio Billio e di Nicola Ficano.
Dal Siena arrivano tre giocatori che non avevano trovato spazio nella squadra bianconera: due sudamericani, il centrocampista argentino Maximiliano Ré, il difensore brasiliano Rodrigo De Lazzari e il portiere finlandese Anssi Jaakkola.
| Acquisti | Acquisti                  | Acquisti       | Acquisti                                    |
| R.       | Nome                      | da             | Modalità                                    |
| -------- | ------------------------- | -------------- | ------------------------------------------- |
| D        | Alejandro Javier Sanchez  | I'Scala        |                                             |
| A        | Lacheheb Samir Amar       | Ternana        | Prestito                                    |
| A        | Andre's Gurrieri          | Ternana        | Prestito                                    |
| C        | Pasquale Moliterni        | Fidelis Andria |                                             |
| A        | Gianluca Savoldi          | Monza          |                                             |
| A        | Patrizio Billio           | Pro Sesto      |                                             |
| D        | Nicola Ficano             | Sambenedettese | Prestito con diritto di riscatto della metà |
| D        | Maximiliano Ré            | Siena          | Prestito                                    |
| C        | Rodrigo De Lazzari        | Siena          | definitivo                                  |
| P        | Anssi Jaakkola            | Siena          | Prestito                                    |
| C        | Fabio Esposito            | Poggibonsi     |                                             |
| A        | Fabio Casini              | Prato          |                                             |
| C        | Alessandro Osso Armellino | Celano         | Comproprietà                                |
| C        | Federico Buonamici        | Prato          |                                             |
| D        | Giacomo Paoli             | Sangiovannese  |                                             |

| Cessioni | Cessioni            | Cessioni   | Cessioni    |
| R.       | Nome                | a          | Modalità    |
| -------- | ------------------- | ---------- | ----------- |
| C        | Silvano Cersosimo   | Orvietana  |             |
| A        | Federico Balestri   | Sansovino  | Rescissione |
| A        | Giuseppe Perrone    |            | Rescissione |
| A        | Christian Casciaro  | Ponsacco   |             |
| A        | Luigi Guerrera      | Poggibonsi |             |
| D        | Alessandro Lamonica | Prato      |             |

## Risultati

### Lega Pro Seconda Divisione

#### Girone di andata
| 31 agosto 2008 1ª giornata | Colligiana | 1 – 0 | Sangiustese |  |

| 7 settembre 2008 2ª giornata | CuoioCappiano | 1 – 3 | Colligiana |  |

| 14 settembre 2008 3ª giornata | Colligiana | 0 – 1 | Poggibonsi |  |

| 21 settembre 2008 4ª giornata | San Marino | 0 – 0 | Colligiana |  |

| 28 settembre 2008 5ª giornata | Colligiana | 1 – 1 | Rovigo |  |

| 5 ottobre 2008 6ª giornata | Giacomense | 1 – 0 | Colligiana |  |

| 12 ottobre 2008 7ª giornata | Colligiana | 0 – 1 | Sangiovannese |  |

| 19 ottobre 2008 8ª giornata | Prato | 2 – 1 | Colligiana |  |

| 26 ottobre 2008 9ª giornata | Colligiana | 1 – 1 | Giulianova |  |

| 2 novembre 2008 10ª giornata | Esperia Viareggio | 1 – 1 | Colligiana |  |

| 9 novembre 2008 11ª giornata | Colligiana | 0 – 2 | Cisco Roma |  |

| 16 novembre 2008 12ª giornata | Bellaria Igea Marina | 0 – 1 | Colligiana |  |

| 23 novembre 2008 13ª giornata | Colligiana | 1 – 0 | Gubbio |  |

| 30 novembre 2008 14ª giornata | Bassano Virtus | 2 – 1 | Colligiana |  |

| 7 dicembre 2008 15ª giornata | Colligiana | 2 – 1 | Carrarese |  |

| 14 dicembre 2008 16ª giornata | Figline | 2 – 1 | Colligiana |  |

| 21 dicembre 2008 17ª giornata | Colligiana | 2 – 0 | Celano |  |

#### Girone di ritorno
| 11 gennaio 2009 18ª giornata | Sangiustese | 2 – 0 | Colligiana |  |

| 18 gennaio 2009 19ª giornata | Colligiana | 1 – 1 | CuoioCappiano |  |

| 25 gennaio 2009 20ª giornata | Poggibonsi | 1 – 1 | Colligiana |  |

| 1º febbraio 2009 21ª giornata | Colligiana | 3 – 1 | San Marino |  |

| 15 febbraio 2009 22ª giornata | Rovigo | 1 – 1 | Colligiana |  |

| 22 febbraio 2009 23ª giornata | Colligiana | 0 – 1 | Giacomense |  |

| 1º marzo 2009 24ª giornata | Sangiovannese | 2 – 0 | Colligiana |  |

| 8 marzo 2009 25ª giornata | Colligiana | 0 – 0 | Prato |  |

| 15 marzo 2009 26ª giornata | Giulianova | 3 – 0 | Colligiana |  |

| 29 marzo 2009 27ª giornata | Colligiana | 1 – 2 | Esperia Viareggio |  |

| 5 aprile 2009 28ª giornata | Cisco Roma | 3 – 0 | Colligiana |  |

| 11 aprile 2009 29ª giornata | Colligiana | 2 – 0 | Bellaria Igea Marina |  |

| 19 aprile 2009 30ª giornata | Gubbio | 0 – 1 | Colligiana |  |

| 26 aprile 2009 31ª giornata | Colligiana | 1 – 1 | Bassano Virtus |  |

| 3 maggio 2009 32ª giornata | Carrarese | 1 – 0 | Colligiana |  |

| 10 maggio 2009 33ª giornata | Colligiana | 1 – 0 | Figline |  |

| 17 maggio 2009 34ª giornata | Celano | 1 – 1 | Colligiana |  |

### Coppa Italia Lega Pro
| 17 agosto 2008 1ª giornata | Colligiana | 0 – 3 | Gubbio |  |

| 24 agosto 2008 3ª giornata | Poggibonsi | 3 – 0 | Colligiana |  |

| 27 agosto 2008 4ª giornata | Colligiana | 0 – 0 | Figline |  |

| 3 settembre 2008 5ª giornata | Sangiovannese | 5 – 1 | Colligiana |  |